# Lydia (cantora)
Lydia Rodríguez Fernández (Madrid, 1980), melhor conhecida apenas por Lydia, é uma cantora pop espanhola.

## Carreira
Quando Lydia tinha apenas 16 anos lançou o seu primeiro álbum intitulado Lydia, que foi disco de platina em Espanha. Ela tornou-se famosa depois de ter dedicado uma canção ao famoso cantor Alejandro Sanz. Em 1999, ela representou a Espanha no Festival Eurovisão da Canção 1999, com o tema "No quiero escuchar" que terminou em último com apenas um ponto. O seu vestido colorido tipo arco-´
iris com design de Ágatha Ruiz de la Prada, atraiu muito as atenções.  Em 2007, participou no musical Jesus Christ Superstar em várias cidades espanholas. Em 2008, ela substituiu Sole Giménez como cantora na banda Presuntos Implicados. O álbum que ela gravou com aquela banda Será wfoi nomeada para um  Latin Grammy Awards em 2009.

## Discografia

### Com Presuntos Implicados

#### Álbuns
- 2008 Será #45 Spain
- 2011 TBA

#### Singles
- 2008 Tu cómo estás
- 2008 ¿A dónde voy?

### Álbuns solo
- 1996 Lydia (x1 Platinum)
- 1998 Cien veces al día (x1 Gold)
- 1999 Cien veces al día, Edición Eurovisión (Eurovision Edition)
- 2002 Si no me pides la vida

#### Compilaçõess
- 1999 Lydia: el tacto de tu piel y otros grandes éxitos (Greatest Hits)
- 2002 Discografía básica (Discography Box)
- 2003 Lydia: grandes éxitos (Best of)

#### Singles solo
- 1996 De la amistad al amor
- 1996 Fueron buenos tiempos
- 1996 El tacto de tu piel
- 1996 No sé si es amor
- 1997 Sin ti no puedo
- 1998 No sé vivir sin ti
- 1998 Cien veces al día
- 1998 Aún no quiero enamorarme
- 1998 Pienso en tí
- 1999 No quiero escuchar (Eurovision)
- 2001 Across the universe
- 2002 Esta vez no caeré
- 2002 A través de mi ventana
- 2002 Ansiedad
- 2002 Si no me pides la vida (with Nacho Campillo)